# ITunes Store
iTunes Store — цифровой магазин, управляемый компанией Apple. Он был открыт 28 апреля 2003 года в результате попытки Стива Джобса создать цифровой рынок музыки. По состоянию на апрель 2020 года iTunes предлагает 60 миллионов песен, 2,2 миллиона приложений, 25 000 телепередач и 65 000 фильмов. На момент открытия это был единственный легальный цифровой каталог музыки, предлагающий песни от всех пяти крупнейших звукозаписывающих лейблов.
iTunes Store доступен на большинстве устройств Apple, включая Mac (в приложении «Музыка»), iPhone, iPad, iPod touch и Apple TV, а также на Windows (в iTunes). Видео, приобретенное в iTunes Store, можно просматривать в приложении Apple TV на устройствах Roku и Amazon Fire TV, а также на некоторых смарт-телевизорах.
Хотя изначально компания была доминирующим игроком в сфере цифровых медиа, к середине 2010-х годов стриминговые сервисы стали приносить больший доход, чем модель «покупка в собственность», используемая iTunes Store. Сейчас Apple управляет собственным потоковым музыкальным сервисом Apple Music, основанным на подписке, наряду с iTunes Store.

## История
Успех iPod подготовил почву для открытия собственного магазина музыки Apple. 28 апреля 2003 года Стив Джобс в центре Moscone West в Сан-Франциско представил музыкальный онлайн-магазин iTunes Store. Этому событию предшествовала продолжительная работа с гигантами индустрии, и Джобсу удалось склонить их к сотрудничеству. Он настоял, чтобы песни в магазине продавались не альбомами, а поштучно, по 99 центов за композицию. Такой подход поначалу вызвал опасения со стороны звукозаписывающих компаний и исполнителей: ведь большинство покупателей приобретают альбомы ради двух-трёх хитов. Однако Джобсу было, что возразить: «Пиратство и интернет уже уничтожили саму идею альбомов. Невозможно тягаться с пиратством, если не продавать песни по одной». Джобс пообещал, что покупателями магазина iTunes станут только пользователи Mac, а это всего 5 % рынка персональных компьютеров. Музыкальные магнаты решили рискнуть, поскольку потери от пиратства действительно становились угрожающими:

Мы верим в то, что 80 % людей, крадущих музыку, делают это не по своей воле — у них просто нет выбора. И мы решили: надо создать легальную альтернативу. От этого выиграют все — музыкальные компании, сами музыканты, Apple и в конечном итоге пользователи, потому что они получат отличный сервис, который избавит их от необходимости воровать.
Оригинальный текст (англ.)We believe that 80% of the people stealing stuff don’t want to be, there’s just no legal alternative. So we said, ‘Let’s create a legal alternative to this.’ Everybody wins. Music companies win. The artists win. Apple wins. And the user wins, because he gets a better service and doesn’t have to be a thief.
— Стив Джобс
Руководитель iTunes Store Эдди Кью предсказывал миллион продаж за первые 6 месяцев, вместо этого миллион песен был распродан за 6 дней. Корпорация Apple уверенно вошла на новый рынок, открытие магазина iTunes Джобс называл поворотным событием в истории музыкальной индустрии. В июне 2011 года была продана 15-миллиардная композиция. Через магазин также реализуются фильмы, телепередачи, аудиокниги и другой медиаконтент. Широко распространились трансляции через интернет рипов фильмов с iTunes Store, а формат «WEB-DL» стал одним из заметных форматов пиратского видеоконтента.

## Формат и качество музыки в магазине
Вся музыка в магазине iTunes доступна только в проприетарном формате AAC (битрейт 256 кбит/с), который обладает эффективным алгоритмом сжатия. Так, при среднем размере файла песни (8-15 Мбайт), AAC имеет намного меньше потерь, чем похожий по размеру MP3. Например, AAC может иметь до 48 звуковых каналов, когда у MP3 их только два. Данный формат способны воспроизводить многие программы на различных платформах, что делает iTunes Store ещё более популярным.
Также в iTunes доступны некоторые альбомы с пометкой «mastered for iTunes», что говорит нам о «ручном» конвертировании песен еще на стадии записи альбома, взамен автоматических промышленных стандартов. Это даёт слушателю более качественное звучание.

## iTunes в России
В супермаркете iTunes Store для России доступны следующие разделы (магазины):
- Музыка
- Фильмы
- App Store
- Книги
- Подкасты
- iTunes U

### Перед запуском
10 сентября 2012 года стало известно, что Apple собирается открыть музыкальную часть iTunes Store в России, обсуждая на данный момент договорённости с музыкальными лейблами. 19 ноября 2012 года на устройствах под управлением iOS 6.x.x в приложении «Музыка» был обнаружен доступ в закрытую версию iTunes Store. Тогда же стала известна средняя цена треков. Первоначально iTunes Store в России должны были запустить 20 ноября 2012 года, но Эдди Кью прилетел в Россию и не добился соглашения с некоторыми исполнителями, и запуск iTunes Store планировался к началу старта продаж iPhone 5. 29 ноября РИА Новости сообщили, что открытие iTunes Store в России должно состояться 4-6 декабря 2012 года. Также представитель компании заявил журналистам, что 4 декабря готовится пресс-брифинг Apple в Москве. И если оно состоится, то это будет первое подобное событие в России. Он состоялся, но люди просто слушали концерт. Также там давалась специальная карточка iTunes для покупок в iTunes Store.

### Запуск
С вечера 3 декабря 2012 года iTunes Store работает и в России, предлагая своим пользователям приобретать, брать напрокат кино или слушать стриминг некоторых альбомов. Несмотря на сильную конкуренцию со стороны распространителей нелегальных материалов (в первую очередь, ВКонтакте), iTunes Store успешно развивается, предлагая с каждым днём все больший и больший ассортимент медиа. Все функции iTunes были сохранены: покупка музыки, фильмов, подкастов и книг.
По состоянию на июнь 2017 года покупка книг и сериалов в русском разделе магазина невозможна из-за отсутствия договора с правообладателями, бесплатно предлагается лишь небольшой ассортимент преимущественно англоязычной классики литературы, находящейся в общественном достоянии.

### Российские исполнители
Одновременно с развитием iTunes Store в России, всё больше российских исполнителей присоединяются к сервису. Теперь можно легально приобрести альбомы таких исполнителей, как «Винтаж», «Ленинград», «Сплин», «Агата Кристи», «KanZer», «Amatory», «Земфира», «Кино», «Мумий Тролль» и многих других артистов различных жанров.
Цена для покупок в России адаптирована на более низкую стоимость покупки. Например, в Европе за трек придется заплатить 0,99 евро, в России — около 22 рублей.

## iTunes Festival
Apple регулярно проводит музыкальные фестивали. Первый iTunes Music Festival был проведен в сентябре 2007 года в Лондоне. В магазине iTunes также продаются живые выступления с этих фестивалей. Мероприятие уже посетило множество известных групп и исполнителей.

## Характеристика магазина

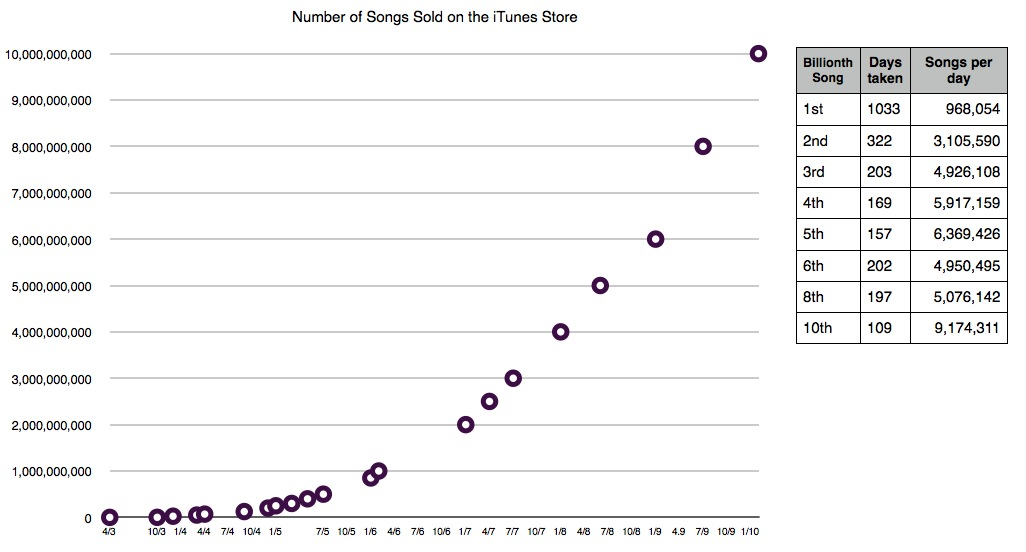
Продажи песен в iTunes, 2003—2010.

К февралю 2010 года магазин суммарно продал 10 миллиардов песен:
Сейчас в нем доступно:
- более 43 миллионов песен[9];
- 100 000 выпусков телепередач и 15 000 фильмов, более 5 000 из которых доступны в HD-формате.

## Цены
- США: $0,99 за песню, $7,99, $9,99 или $14,99 за альбом
- Канада: CA$0,99 за песню, CA$9,99 за альбом, CA$11,99 за альбом с цифровым буклетом и видеоклипом
- Великобритания: ₤0,79 за песню, ₤7,99 за альбом, ₤9,99 за альбом с цифровым буклетом и видеоклипом
- Еврозона: 0,99 € за песню, 9,99 € за альбом, 11,99 € за альбом с цифровым буклетом и видеоклипом
- Скандинавия: 9 крон за песню, 90 крон за альбом, 100 крон за альбом с цифровым буклетом и видеоклипом
- Россия: 10-22 рубля за песню, 29-249 рублей за альбом (цены на альбомы не фиксированные)

## Достижения
- 2008, февраль — iTunes Store обогнал по популярности сеть Wal-Mart и стал самым крупным распространителем музыки в США. Количество пользователей iTunes превысило 50 млн. С момента запуска сервиса в 2003 году, через магазин было продано более 4 млрд треков[10].
- 2008, 19 июня — была продана 5-миллиардная песня[11].
- 2008, 31 декабря — к началу 2009 года в iTunes Store было продано 6 миллиардов песен, а в базе учётных записей с кредитными картами насчитывается 75 миллионов пользователей[12].
- 2010, 28 февраля — в iTunes Store продано 10 миллиардов песен[8].
- 2010, 1 сентября — из iTunes Store было скачано 11,7 миллиардов песен, 450 миллионов сериалов, 100 миллионов фильмов, 35 миллионов книг[13].
- 2013, 7 февраля — из iTunes Store было скачано 25 млрд песен. Юбилейной песней стала Monkey Drums исполнителя Chase Buch. Филип Люпке, житель Германии, который скачал эту песню, получил от Apple подарочный сертификат на €10000[14].
- 2013, 12 апреля — Apple начала требовать от разработчиков переводить приложения на другие языки, в том числе русский.